# Дом шахмат имени Тиграна Петросяна
Дом шахмат имени Тиграна Петросяна (арм. Տիգրան Պետրոսյանի անվան շախմատի տուն) ― главный центр шахматного спорта в Ереване, столице Армении. Был открыт в 1970 году. С 1984 года носит имя 9-го чемпиона мира по шахматам Тиграна Петросяна. Он включен в список недвижимых памятников истории и культуры административного района Кентрон города Еревана. Расположен в четвёртой зоне Кольцевого бульвара, по адресу: улица Ханджяна, дом 50.

## История
Дом шахмат — одно из важнейших спортивных сооружений столицы. Первый камень здания заложил сам Тигран Петросян. Здание стало принадлежать шахматному дому с 1971 года. Здание имеет необычную треугольную форму, напоминающую шахматную ладью. Фасад украшают семь стилизованных шахматных фигур из закаленной меди.
С 1971 года здесь действует шахматная школа имени Генриха Каспаряна.
Шахматный дом имени Тиграна Петросяна с 1972 года по 2015 год публиковал еженедельник «Шахматная Армения» (арм. Շախմատային Հայաստան).
Рядом с Домом шахмат Тиграна Петросяна в 1989 году был установлен бюст талантливого шахматиста (скульптор Ара Шираз).
В 2002 году здесь открылась Академия шахмат Армении.
В этом здании ведёт свою деятельность Федерация шахмат Армении.

## Галерея
- Бюст Тиграна Петросяна на Кольцевом бульваре у шахматного дома имени Тиграна Петросяна
- Торец здания
- Фасад здания
- Бюст Тиграна Петросяна
- Лестницы Дома шахмат
- Вход в школу шахмат и шашек имени Генриха Каспаряна
- Шахматные фигуры у входа
- Шахматная комната